# Kevin-Prince Boateng
Kevin-Prince Boateng (Nyugat-Berlin, 1987. március 6. –) német-ghánai labdarúgó, a Hertha BSC játékosa.

## Pályafutása
Boateng 7 éves korától, 1994. július 1-jétől 2007. július 31-éig volt a Hertha játékosa. Az ificsapatból került a tartalékok közé, ahol két szezonig játszott. Kétszer állították ki, de behívót kapott a felnőtt csapatba a 2005–06-os szezonban. Az Eintracht Frankfurt ellen debütált 18 évesen, csereként állt be a második félidőben. Először a Borussia Mönchengladbach ellen volt kezdő a 14. körben.
2006. július 27-én megnyerte a Fritz Walter Aranyérem-díjat és a Legjobb németországi fiatal játékos 2006-ban címet.
Boateng 2007. július 31-én igazolt a Tottenham Hotspur-be 4,5 millió fontért. Első mérkőzését a Premier League-ben 2007. november 3-án játszotta a Middlesbrough ellen.2010 májusában játszott a Chelsea FC elleni 1-0-ra megnyert FA kupa döntőben, ahol Michael Ballacknak súlyos sérülést okozott. Ezután először a Genoa, majd az Milan csapatához került. Milánóban három évet töltött és többnyire alapembernek számított. 2013. augusztus 30-án a Schalkehoz igazolt, mintegy 10 millió euróért. 2015 májusában össze különbözött két csapattársával, Sidney Sammal és Marco Högerrel, majd decemberben felmondták a szerződését és visszatért a Milanhoz. Az FC Barcelona 2019. január 22-én leigazolta kölcsönbe fél évre 2 millió euróért, vásárlási opcióval.
2019. július 30-án a Fiorentina szerződtette. Augusztus 24-én, a 2019–2020-as szezon nyitófordulójában mutatkozott be a csapatban, amelynek színeiben tizennégy bajnokin lépett pályára. Egyetlen bajnoki gólját a Napoli ellen hazai pályán 4–3-ra elveszített találkozón szerezte.
2020. január 31-én a török első osztályú Beşiktaşhoz került kölcsönbe.

### A válogatottban
Boateng több alkalommal játszott a Német U16-os, U19-es és U21-es válogatottakban. 2005. július 20-án a 2005-ös U19-es Európa-bajnokságon a 47. percben lőtt emlékezetes gólt Görögország ellen. A mérkőzést Németország nyerte 3-0-ra. Ezt a gólt a Hónap góljának választották egy német televíziós műsor nézői.
Lehetőséget kapott, hogy Ghána színeiben játszhasson a 2006-os világbajnokságon, de elutasította. A Hertha Berlin menedzsere, Dieter Hoeness dicsérte Boateng-et, hogy Ghána helyett Németország válogatottját választotta. 2007. szeptember 9-én a Berliner Morgenpost beszámolt arról, hogy a német U21-es válogatott szövetségi kapitánya, Dieter Eilts többet nem fogja a válogatottba behívni a játékost a csapat franciaországi edzőtáborában történt incidensek miatt.
Boateng a 2010-es világbajnokságon már a ghánai válogatottat erősítette. 2011. november 4-én bejelentette, hogy visszavonul válogatottságtól.

## Személyes információk
Édesanyja német, édesapja ghánai. Nagybátyja korábbi ghánai válogatott labdarúgó, nagyapja pedig a legendás német játékos, Helmut Rahn unokatestvére. Két testvére van: George (nem azonos George Boateng holland játékossal) és Jérôme, mindketten labdarúgók. Jérôme Boateng, akárcsak a testvére, szintén játszott a Herthában, jelenleg a Bayern München játékosa. Boateng saját magát "The Ghetto Kid"-nek nevezi, mivel Berlin szegény kerületében nőtt fel.
13 tetoválása van, egy közülük Afrikát ábrázolja, de felesége és Berlin neve is a bőrére van varrva. Ezenkívül két jokert ábrázoló tetoválása is van, az egyik sír, a másik nevet. Boateng szerint ez azt jelenti: "Nevess most, sírj később." A Tottenham-be igazolása után két nappal vette feleségül barátnőjét, Jennifert.

## Sikerei, díjai
- Barcelona
  - Spanyol bajnok:2018–2019

## Statisztikái

### Klubokban
2019. január 19-én lett frissítve.
| Klub                           | Szezon         | Liga              | Liga            | Liga  | Nemzeti kupa    | Nemzeti kupa | Európai         | Európai | Összesen        | Összesen |
| Klub                           | Szezon         | Bajnokság         | Pályára lépések | Gólok | Pályára lépések | Gólok        | Pályára lépések | Gólok   | Pályára lépések | Gólok    |
| ------------------------------ | -------------- | ----------------- | --------------- | ----- | --------------- | ------------ | --------------- | ------- | --------------- | -------- |
| Hertha BSC II                  | 2004–05        | Regionalliga Nord | 18              | 3     | —               | —            | —               | —       | 18              | 3        |
| Hertha BSC II                  | 2005–06        | Regionalliga Nord | 4               | 1     | —               | —            | —               | —       | 4               | 1        |
| Hertha BSC II                  | 2006–07        | Regionalliga Nord | 7               | 1     | —               | —            | —               | —       | 7               | 1        |
| Hertha BSC II                  | Összesen       | Összesen          | 29              | 5     | —               | —            | —               | —       | 29              | 5        |
| Hertha BSC                     | 2005–06        | Bundesliga        | 21              | 2     | 2               | 0            | 4               | 0       | 27              | 2        |
| Hertha BSC                     | 2006–07        | Bundesliga        | 21              | 2     | 3               | 0            | 2               | 1       | 26              | 3        |
| Hertha BSC                     | Összesen       | Összesen          | 42              | 4     | 5               | 0            | 6               | 1       | 53              | 5        |
| Tottenham Hotspur              | 2007–08        | Premier League    | 13              | 0     | 5               | 0            | 3               | 0       | 21              | 0        |
| Tottenham Hotspur              | 2008–09        | Premier League    | 1               | 0     | 2               | 0            | 0               | 0       | 3               | 0        |
| Tottenham Hotspur              | Összesen       | Összesen          | 14              | 0     | 7               | 0            | 3               | 0       | 24              | 0        |
| Borussia Dortmund (kölcsönben) | 2008–09        | Bundesliga        | 10              | 0     | 1               | 0            | 0               | 0       | 11              | 0        |
| Borussia Dortmund (kölcsönben) | Összesen       | Összesen          | 10              | 0     | 1               | 0            | 0               | 0       | 11              | 0        |
| Portsmouth                     | 2009–10        | Premier League    | 22              | 3     | 5               | 2            | —               | —       | 27              | 5        |
| Portsmouth                     | Összesen       | Összesen          | 22              | 3     | 5               | 2            | 0               | 0       | 27              | 5        |
| Genoa                          | 2010–11        | Serie A           | 0               | 0     | 0               | 0            | —               | —       | 0               | 0        |
| Genoa                          | Összesen       | Összesen          | 0               | 0     | 0               | 0            | 0               | 0       | 0               | 0        |
| Milan                          | 2010–11        | Serie A           | 26              | 3     | 1               | 0            | 7               | 0       | 34              | 3        |
| Milan                          | 2011–12        | Serie A           | 19              | 5     | 1               | 1            | 7               | 3       | 27              | 9        |
| Milan                          | 2012–13        | Serie A           | 29              | 2     | 1               | 0            | 7               | 1       | 37              | 3        |
| Milan                          | 2013–14        | Serie A           | 0               | 0     | 0               | 0            | 2               | 2       | 2               | 2        |
| Milan                          | Összesen       | Összesen          | 74              | 10    | 3               | 1            | 23              | 6       | 100             | 17       |
| Schalke 04                     | 2013–14        | Bundesliga        | 28              | 6     | 1               | 0            | 6               | 1       | 35              | 7        |
| Schalke 04                     | 2014–15        | Bundesliga        | 18              | 0     | 1               | 0            | 6               | 0       | 25              | 0        |
| Schalke 04                     | Összesen       | Összesen          | 46              | 6     | 2               | 0            | 12              | 1       | 60              | 7        |
| Milan                          | 2015–16        | Serie A           | 11              | 1     | 3               | 0            | —               | —       | 14              | 1        |
| Milan                          | Összesen       | Összesen          | 11              | 1     | 3               | 0            | 0               | 0       | 14              | 1        |
| Las Palmas                     | 2016–17        | La Liga           | 28              | 10    | 1               | 0            | —               | —       | 29              | 10       |
| Las Palmas                     | Összesen       | Összesen          | 28              | 10    | 1               | 0            | 0               | 0       | 29              | 10       |
| Eintracht Frankfurt            | 2017–18        | Bundesliga        | 31              | 6     | 5               | 0            | —               | —       | 36              | 6        |
| Eintracht Frankfurt            | Összesen       | Összesen          | 31              | 6     | 5               | 0            | 0               | 0       | 36              | 6        |
| Sassuolo                       | 2018–19        | Serie A           | 13              | 4     | 2               | 1            | —               | —       | 15              | 5        |
| Sassuolo                       | Összesen       | Összesen          | 13              | 4     | 2               | 1            | 0               | 0       | 15              | 5        |
| Barcelona (Kölcsönben)         | 2018–19        | La Liga           | 0               | 0     | 0               | 0            | 0               | 0       | 0               | 0        |
| Barcelona (Kölcsönben)         | Összesen       | Összesen          | 0               | 0     | 0               | 0            | 0               | 0       | 0               | 0        |
| Teljes karrier                 | Teljes karrier | Teljes karrier    | 320             | 49    | 34              | 4            | 44              | 8       | 398             | 61       |

1. ↑  Magában foglalja a Német kupán, Angol ligakupán, FA-kupán, Olasz szuperkupán, és az Olasz kupán való pályára lépéseket is.
2. 1 2  Pályára lépések az UEFA kupában
3. 1 2 3 4 5 6  Pályára lépések a Bajnokok ligájában

### A válogatottban
2014. június 21-én
| Nemzeti csapat | Év       | Pályára lépések | Gólok |
| -------------- | -------- | --------------- | ----- |
| Ghána          | 2010     | 8               | 1     |
| Ghána          | 2011     | 1               | 0     |
| Ghána          | 2013     | 1               | 1     |
| Ghána          | 2014     | 5               | 0     |
| Összesen       | Összesen | 15              | 2     |